# جيركو كروز
جيركو كروز أو كريس جيركو روك 'أن' ريسلينج راجر في البحر هي عبارة عن سلسلة من تجارب السفن السياحية الفاخرة التي عقدها المصارع المحترف والموسيقي والمؤلف والممثل الشهير كريس جيركو . تتميز هذه التجربة بفعاليات المصارعة المحترفة والحفلات الموسيقية والستاند أب كوميدي والبودكاست. أُعلن عن الرحلة البحرية الأصلي في أكتوبر 2018. و بعد شهرين، أكد جيركو أنه سيقوم بإجراء رحلة بحرية ثانية في عام 2020. أجرى جيركو اتفاقية شراكة مع اتحاد حلبة الشرف ROH لعقد عرض مصارعة في الرحلة البحرية في عام 2018  و في 2019 تم الإعلان بأن جيركو سوف يشارك مع مصارعي اتحاد أول اليت ريسلينج AEW وهذل للقيام برحلته البحرية في 2020.

## جيركو كروز 2018
كريس جيركو روك 'أن' ريسلينج راجر في البحر كان عبارة عن رحلة بحرية تشمل عروض المصارعة المهنية التي أبحرت في الفترة من 27 أكتوبر إلى 31 أكتوبر 2018 واستضافتها المصارع كريس جيركو . البداية كان جيركو يهدف ان يشارك في هذه الرحلة البحرية مع مصارعي اتحاد WWE من عرض NXT و لكن أدارة WWE رفضت هذا
الضيوف
الكوميدين
- كريج جاس
- براد ويليامز
- سال فولكانو
- بريان كوين

الفرق الموسيقية
- فريق فازي
- فريق كينج
- فليب كامبيل وفريق الباستدراد سانز
- فريق ذا ستير
- فريق شوت تو ذا تريل
- فريق بليزارد اوف اوزي

المصارعين
- جيم روس
- جيري " ذا كينج " لولر
- ري ميستريو
- دايموند دلاس بيج
- ريك «ذا دراجون» ستيمبوت
- أسطورة الهاردكور ميك فولي
- ريفين
- نولي فولي
- بات باتريسون
- جيمس أليزورث

البودكاست
- توك أيز جيركو تقديم كريس جيركو
- بيستيد اوبن ريديو تقديم (بولي راي دولدلي و ديف لا جريس )
- كيبن ايت 100 بودكاست تقديم (كونان وديسكو أنفيرنو و ذا هوريكان)
- كيلينج ذا تاون بودكاست تقديم (سايروس و بول لازينبي )
- أن بروفوشينال ريسلينج شو تقديم ( كولت كابانا ومارتي دي روزا )

## بحر الشرف
بحر الشرف ROH Sea of Honor هو عرض مصارعة بالتعاون بين كريس جيركو
و مصارعي اتحاد حلبة الشرف شهد العرض مباراة المتحدي الأول علي لقب الرينج اوف اونر
للعالم للوزن الثقيل في المباراة السابقة للحدث الرئيسي
| ترتيب المباراة | نتيجة المباراة | شرط المباراة                                             | الوقت |
| -------------- | --- | -------------------------------------------------------- | ----- |
| 1              | كريستوفر دانيالز يهزم ديليريوس | ليتأهل للجولة القادمة من دوري بطولة ROH Sea of Honor     | -     |
| 2              | دالتون كاسيل يهزم مات تيفين (بالأقصاء)                                                                                                   | ليتأهل للجولة القادمة من دوري بطولة ROH Sea of Honor     | -     |
| 3              | مارتي سكورل يهزم ريهيت تيتوس | ليتأهل للجولة القادمة من دوري بطولة ROH Sea of Honor     | -     |
| 4              | مارك بريسكو يهزم ويل فريرا | ليتأهل للجولة القادمة من دوري بطولة ROH Sea of Honor     | -     |
| 5              | فليب غوردون يهزم سلايس يونج | ليتأهل للجولة القادمة من دوري بطولة ROH Sea of Honor     | -     |
| 6              | آدم بيج يهزم فرانكي كازاريان | ليتأهل للجولة القادمة من دوري بطولة ROH Sea of Honor     | -     |
| 7              | تشيس بيرجر يهزم بير سيتي بريستر | ليتأهل للجولة القادمة من دوري بطولة ROH Sea of Honor     | -     |
| 8              | جاي بريسكو يهزم كيني كينج | ليتأهل للجولة القادمة من دوري بطولة ROH Sea of Honor     | -     |
| 9              | دالتون كاسيل يهزم كريستوفر دانيالز | الفائز يتأهل لنصف النهائي من دوري بطولة ROH Sea of Honor | 07:00 |
| 10             | فليب غوردون يهزم مارتي سكورل | ليتأهل لنصف النهائي من دوري بطولة ROH Sea of Honor       | 11:24 |
| 11             | جاي بريسكو يهزم تشيس بيرجر | يتأهل لنصف النهائي من دوري بطولة ROH Sea of Honor        | 6:40  |
| 12             | مارك بريسكو يهزم آدم بيج | ليتأهل لنصف النهائي من دوري بطولة ROH Sea of Honor       | 10:30 |
| 13             | فليب غوردون يهزم دالتون كاسيل | ليتأهل للنهائيات من دوري بطولة ROH Sea of Honor          | 10:20 |
| 14             | جاي بريسكو يهزم مارك بريسكو | ليتأهل للنهائيات من دوري بطولة ROH Sea of Honor          | 12:01 |
| 15             | فليب غوردون يهزم جاي بريسكو | ليصبح المتحدي الأول علي لقب ROH للوزن الثقيل             | 11:50 |
| الحدث الرئيسي  | فريق نادي الرصاص ( مارتي سكرول وكودي رودز وكيني اوميجا ) يهزمون فريق نادي ألفا ( كريس جيركو وفريق اليونج باكس (مات جاكسون ونيك جاكسون )) | مباراة فرق ست رجال                                       | 23:10 |

أفراد اخرين خلف الكواليس
| الوظيفة              | الاسم       |
| -------------------- | ----------- |
| مديرة الرحلة البحرية | سو كال فال  |
| المعلقين             | كولت كابانا |
| المعلقين             | جاي ليثل    |
| المضيفين             |             |
| جيم روس              |             |
| جيري لولر            |             |

## جيركو كروز الموجة الثانية 2020
جيركو كروز الموجة الثانية أو كريس جيركو روك أن ريسلينج راجر في البحر الجزء الثاني : الموجة الثانية هو عبارة عن عرض مصارعة بالتعاون بين كريس جيركو و مصارعي اتحاد أول اليت ريسلينج AEW و سيكون من الفترة بين 20 يناير إلى 24 يناير 2020 .
تم التأكيد على تعاونها مع الحدث الخاص بـ Bash at the Beach ، مع مباريات من بث الرحلة كجزء من حلقة 22 يناير من عرضهم الاسبوعي ديناميت .

### قائمة المشاركين

#### أتحاد أول أليت ريسلينغ
- كريس جيركو (مدير ومنظم الرحلة)
- كودي
- كيني أوميجا
- مات جاكسون
- نيك جاكسون
- جون موكسلي
- أم جي أف
- سامي جيفارا
- جاك هاجير
- بي أن بي
- باك
- آدم بيج
- أس سي يو
- ريهو
- آلي
- بريت باكير
- لوتشا سوروس
- جانجل بوي
- ماركو ستنانت
- الفتي السيئ جوي جانيلا
- نايلا روز
- بينيلوبي فورد
- برايفت بارتي
- داربي ألين
- بريسكيلا كايلي
- جاستن روبرتس
- كيو تي مارشال
- كيب سابين

#### الضيوف الخاصين
- ريك فلير (ضيف الشرف)
- غابريال اغليسياس (المُضيف)
- فيكي جاريرو (مديرة الرحلة الضيفة)
- سكوت هول
- شون والتمان
- بوكر تي
- جاك "ذا سنيك " روبيرتس
- دي دي بي
- إريك بيشوف
- كونراد تومبسون
- تشافو جاريرو جونيور
- شارميل
- أم ف بي
- ليزا ماري فارون
- شاول جاريرو
- تيد أيرفين
- ريد كاب جيوف
- جاك سلاد